# Silfra

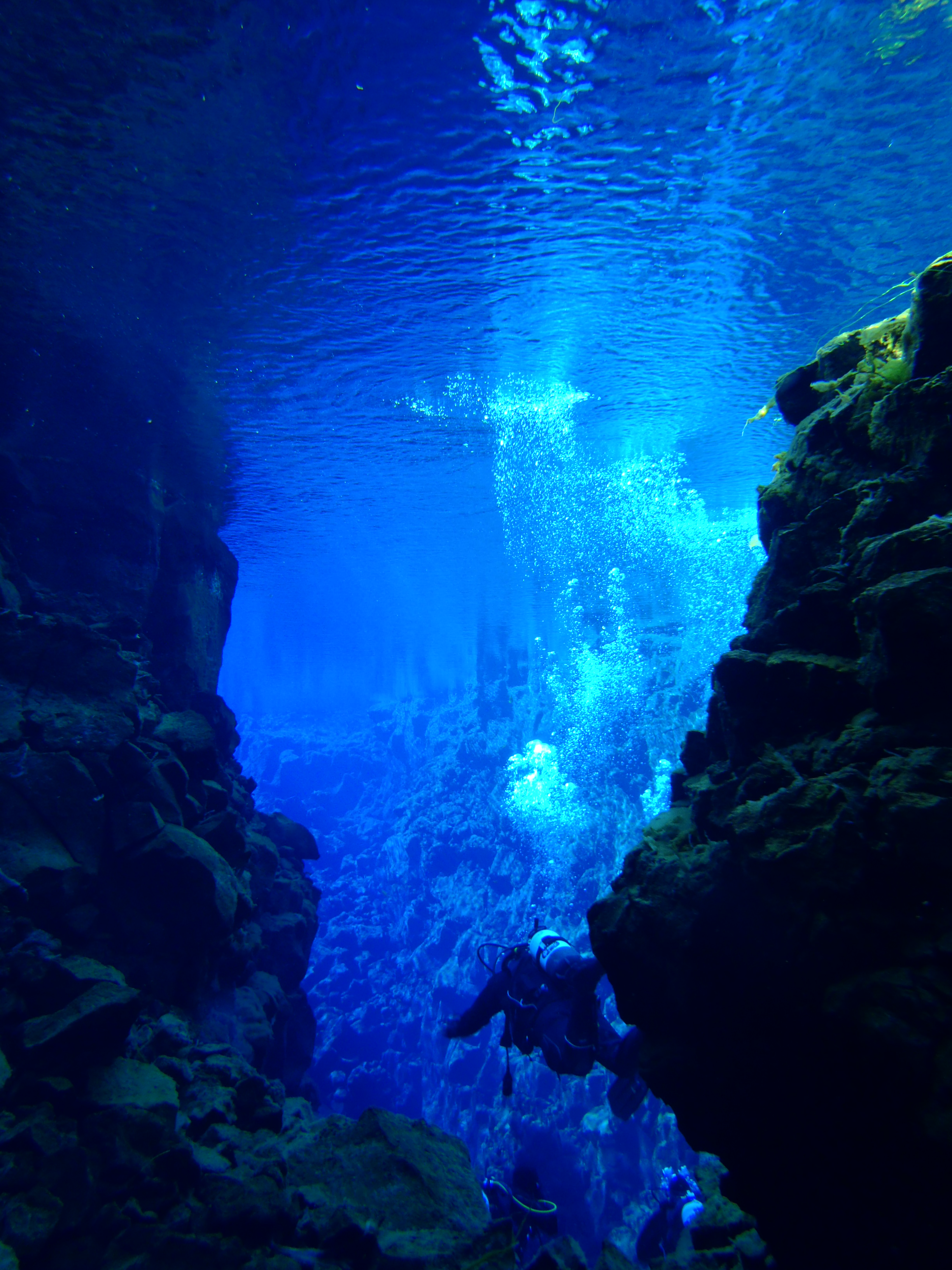
Immersió a la esquerda de Silfra

Situada al llac de Thingvallavatn al Parc Nacional de Þingvellir a Islàndia, Silfra és una esquerda que forma part de la frontera tectònica de la dorsal mesoatlàntica que separa les plaques euroasiàtica i la d'Amèrica del Nord